# Verbascum sultanense
Verbascum sultanense är en flenörtsväxtart som beskrevs av Joseph Friedrich Nicolaus Bornmüller och Svante Samuel Murbeck. Verbascum sultanense ingår i släktet kungsljus, och familjen flenörtsväxter. Inga underarter finns listade i Catalogue of Life.